# Think Visual
Think Visual je dvacáté první studiové album anglické rockové kapely The Kinks. Bylo vydáno v roce 1986.

## Seznam skladeb
Autorem všech skladeb je Ray Davies, pokud není uvedeno jinak.
1. "Working at the Factory" – 2:58
2. "Lost and Found" – 5:19
3. "Repetition" – 4:06
4. "Welcome to Sleazy Town" – 3:50
5. "The Video Shop" – 5:15
6. "Rock 'n' Roll Cities" – 3:43 (Dave Davies)
7. "How Are You" – 4:27
8. "Think Visual" – 3:12
9. "Natural Gift" – 3:44
10. "Killing Time" – 4:02
11. "When You Were a Child" – 3:40 (Dave Davies)